# 马克·亨德森
马克·亨德森（英語：Mark Henderson，1969年11月14日—），美国男子游泳运动员。他曾代表美国参加1996年夏季奥林匹克运动会游泳比赛，获得男子4×100米混合泳接力金牌。